# Warren Christie
Hans Warren Christie (Belfast, Irlanda do Norte, 4 de novembro de 1975) é um ator irlandês, conhecido por seus papéis de "Ray Cataldo" na série October Road; "Cameron Hicks" na série Alphas; e Bruce Wayne na série Batwoman.

## Formação e Vida Pessoal

### Formação
Christie é formado pela University of Windsor, em Ontário, no Canadá.

### Casamento
Warren é casado com a atriz canadense Sonya Salomaa, desde 2007.

## Carreira

### Início
Começou sua carreira de ator em 2001, atuando na série Pasadena. Teve curtas passagens por diversas séries de TV, algumas das quais bem conhecidas, como: The L World (onde fez 3 episódios, em 2005), Battlestar Galactica (onde fez 3 episódios, em 2005), Supernatural (onde participou de um episódio, em 2006), e Once Upon a Time (onde participou do episódio piloto, em 2011).
Além disso, Christie também atuou em filmes feitos para TV, como As Regras do Amor (2003), Inocência Roubada (2007) e Tubarão de Malibu (2009).
Warren também teve alguns papéis maiores, como: o de "Ray Cataldo" na série de drama da ABC, October Road; o de "Radner" na série de True Justice; o de "Cameron Hicks" na série Alphas; o de "JP" na série Rush - Medicina VIP; e o de Scott Rice" na série Chicago Fire; além de ter outros papéis duradouros em séries como: Motive; Eyewitness; The Catch; Girlfriends' Guide to Divorce; The Resident e The Village.

### Séries da DC
Warren estreou no Multiverso DC, no papel de "Carter Bowen", no sexto episódio da primeira temporada da série Arrow, chamado "Legacies", que foi ao ar, originalmente, em 2012. Depois disso, ele só retornaria ao Multiverso DC, mas em um papel bem maior, 8 anos depois.
No episódio 20 da primeira temporada de Batwoman, chamado de "O, Mouse!", que foi ao ar em 2020, Warren Christie reapareceu no Multiverso DC, dessa vez como sendo o rosto de Bruce Wayne em uma capa de revista - ele não teve nenhuma interação como sendo o personagem, era apenas uma foto. Mas nesse mesmo episódio, também foi revelado que o ator teria outro papel na série: o de Tommy Elliot, que fez uma cirurgia plástica para ficar com o rosto idêntico ao de Bruce Wayne, e que mais tarde se tornaria o vilão Hush (Silêncio).
Warren repetiu o papel de Tommy Elliot/Silêncio no episódio 1 da segunda temporada ("What Happened to Kate Kane?") de Batwoman, que foi ao ar em 2021.
No episódio 15, da segunda temporada de Batwoman ("Armed and Dangerous"), que foi ao ar em 6 de junho de 2021, Warren finalmente faz uma aparição e interação como Bruce Wayne, oficializando sua passagem como o personagem, que já tem retorno garantido no episódio 17.

## Filmografia
| Cinema    | Cinema                                          | Cinema                                     | Cinema                   |
| Ano       | Filme                                           | Papel                                      | Notas                    |
| --------- | ----------------------------------------------- | ------------------------------------------ | ------------------------ |
| 2006      | Gray Matters (A Garota dos meus Sonhos)         | Trevor Brown                               |                          |
| 2007      | Crossing                                        | Tom Hopkins                                |                          |
| 2007      | Beneath (Sombra da Morte)                       | Jeff                                       |                          |
| 2007      | X's & O's                                       | Lorenzo                                    |                          |
| 2008      | Incident at a Truckstop Diner                   | Pai                                        | Curta-metragem           |
| 2011      | Rise of the Damned                              | Kevin                                      |                          |
| 2011      | Apollo 18 (Apollo 18 - A Missão Proibida)       | Ben Anderson                               |                          |
| 2012      | This Means War (Guerra é Guerra!)               | Steve                                      |                          |
| 2021      | Land                                            | Adam                                       |                          |
| 2021      | Gone Mom                                        | Fotis Dulos                                |                          |
| Televisão |                                                 |                                            |                          |
| Ano       | Título                                          | Papel                                      | Notas                    |
| 2001      | Pasadena                                        | Segurança                                  | Série - 1 episódio       |
| 2003      | The Twilight Zone (Além da Imaginação)          | Devin                                      | Série - 1 episódio       |
| 2003      | 1st to Die                                      | Michael DeGraaff                           | Fime                     |
| 2003      | Black Sash                                      | Zach                                       | Série - 1 episódio       |
| 2003      | Still Life                                      | Gideon                                     | Série - 1 episódio       |
| 2003      | Luck Seven (As Regras do Amor)                  | David                                      | Filme                    |
| 2003      | Jake 2.0                                        | Steve Clemens                              | Série - 1 episódio       |
| 2004      | The Thing Below (Plataforma em Perigo)          | Cassidy                                    | Filme                    |
| 2004      | 10.5 (10.5 - O Dia em que a Terra não Aguentou) | Jimmy                                      | Minissérie - 2 episódios |
| 2004      | The Days                                        | Lane Dugan                                 | Série - 4 episódios      |
| 2005      | Gene Roddenberry's Andromeda                    | Ione                                       | Série - 1 episódio       |
| 2005      | The L Word                                      | Leo Herrera                                | Série - 3 episódios      |
| 2005      | Battlestar Galactica                            | Tarn                                       | Série - 3 episódios      |
| 2006      | Supernatural                                    | Luther                                     | Série - 1 episódio       |
| 2006      | The Evidence                                    | Phil Eugenides                             | Série - 1 episódio       |
| 2006      | Introducing Lennie Rose                         | Jackson Dean                               | Filme                    |
| 2007      | My Baby is Missing (Inocência Roubada)          | Tom Robbins                                | Filme                    |
| 2007      | Ghost Whisperer                                 | Motoqueiro Fantasma                        | Série - 1 episódio       |
| 2007      | This Space for Rent                             | Chad                                       | Série - 1 episódio       |
| 2007-2008 | October Road                                    | Ray 'Big Cat' Cataldo                      | Série - 19 episódios     |
| 2008      | Bachelor Party 2: Analysis of a Stripper Fight  | Todd                                       | Filme                    |
| 2008      | Bachelor Party 2: The Last Temptation           | Todd                                       | Filme                    |
| 2008      | Samurai Girl                                    | Dr. Thomas Fleming                         | Série - 2 episódios      |
| 2008      | The Most Wonderful Time of the Year             | Morgan Derby                               | Filme                    |
| 2008      | The Prince of Motor City                        | Jamie Hamilton                             | Filme                    |
| 2009      | Malibu Shark Attack (Tubarão de Malibu)         | Chavez                                     | Filme                    |
| 2009      | House Rules                                     | Nate Tiernan                               | Filme                    |
| 2010      | Ties That Bind                                  | Peter Wilson                               | Filme                    |
| 2010      | Happy Town                                      | Greggy Stiviletto                          | Série - 6 episódios      |
| 2010-2011 | True Justice (Justiça Implacável)               | Radner                                     | Série - 13 episódios     |
| 2011      | Flashpoint                                      | Mark Logan                                 | Série - 1 episódio       |
| 2011      | Three Weeks, Three Kids                         | Will Johnson                               | Filme                    |
| 2011      | Once Upon a Time (Era Uma Vez)                  | Ryan                                       | Série - 1 episódio       |
| 2011-2012 | Alphas                                          | Cameron Hicks                              | Série - 24 episódios     |
| 2012      | Arrow                                           | Carter Bowen                               | Série - 1 episódio       |
| 2013      | King & Maxwell                                  | Agent Steve Gibson                         | Série - 1 episódio       |
| 2013      | Castle                                          | Brad Parker                                | Série - 1 episódio       |
| 2014      | The Color of Rain (Revivendo o Amor)            | Michael Spehn                              | Filme                    |
| 2014      | Rush (Rush - Medicina Vip)                      | JP                                         | Série - 5 episódios      |
| 2014-2016 | Motive                                          | Sergeant Mark Cross                        | Série - 27 episódios     |
| 2014-2017 | Girlfriends' Guide to Divorce                   | Will                                       | Série - 9 episódios      |
| 2015      | Chicago Fire                                    | Scott Rice                                 | Série - 7 episódios      |
| 2015      | Zoo                                             | Ray Endicott                               | Série - 2 episódios      |
| 2016      | Eyewitness                                      | Ryan Kane                                  | Série - 10 episódios     |
| 2017      | The Catch                                       | Ethan Ward                                 | Série - 6 episódios      |
| 2017      | The Exorcist                                    | Jordy                                      | Série - 2 episódios      |
| 2017      | Cocaine Godmather                               | Jimmy                                      | Filme                    |
| 2018      | The Resident                                    | Jude Silva                                 | Série - 6 episódios      |
| 2019      | The Village                                     | Nick Porter                                | Série - 10 episódios     |
| 2020      | 50 States of Fright                             | Tom                                        | Minissérie - 2 episódios |
| 2020      | If I Only Had Christmas                         | Glen                                       | Filme                    |
| 2020-2021 | Batwoman                                        | Bruce Wayne e Tommy Elliot/Hush (Silêncio) | Série - 4 episódios      |
| 2021      | Crashing Through the Snow                       | Sam                                        | Filme                    |